# Glimpses of Colorado in Winter
Glimpses of Colorado in Winter è un cortometraggio muto del 1913. Non si conosce il nome del regista del film, un documentario prodotto dalla Edison.

## Trama
Trama di Moving Picture World synopsis in (EN)  su IMDb

## Produzione
Il film fu prodotto dalla Edison Company. Venne girato a Colorado Springs e sul Pikes Peak.

## Distribuzione
Distribuito dalla General Film Company, il film - un cortometraggio di 95 metri (split reel) - uscì nelle sale cinematografiche degli Stati Uniti il 21 maggio 1913. Nelle proiezioni, veniva programmato con il sistema dello split reel, accorpato in un'unica bobina con un altro cortometraggio prodotto dalla Edison, la comica Bragg's New Suit.